# Kate Kitchenham

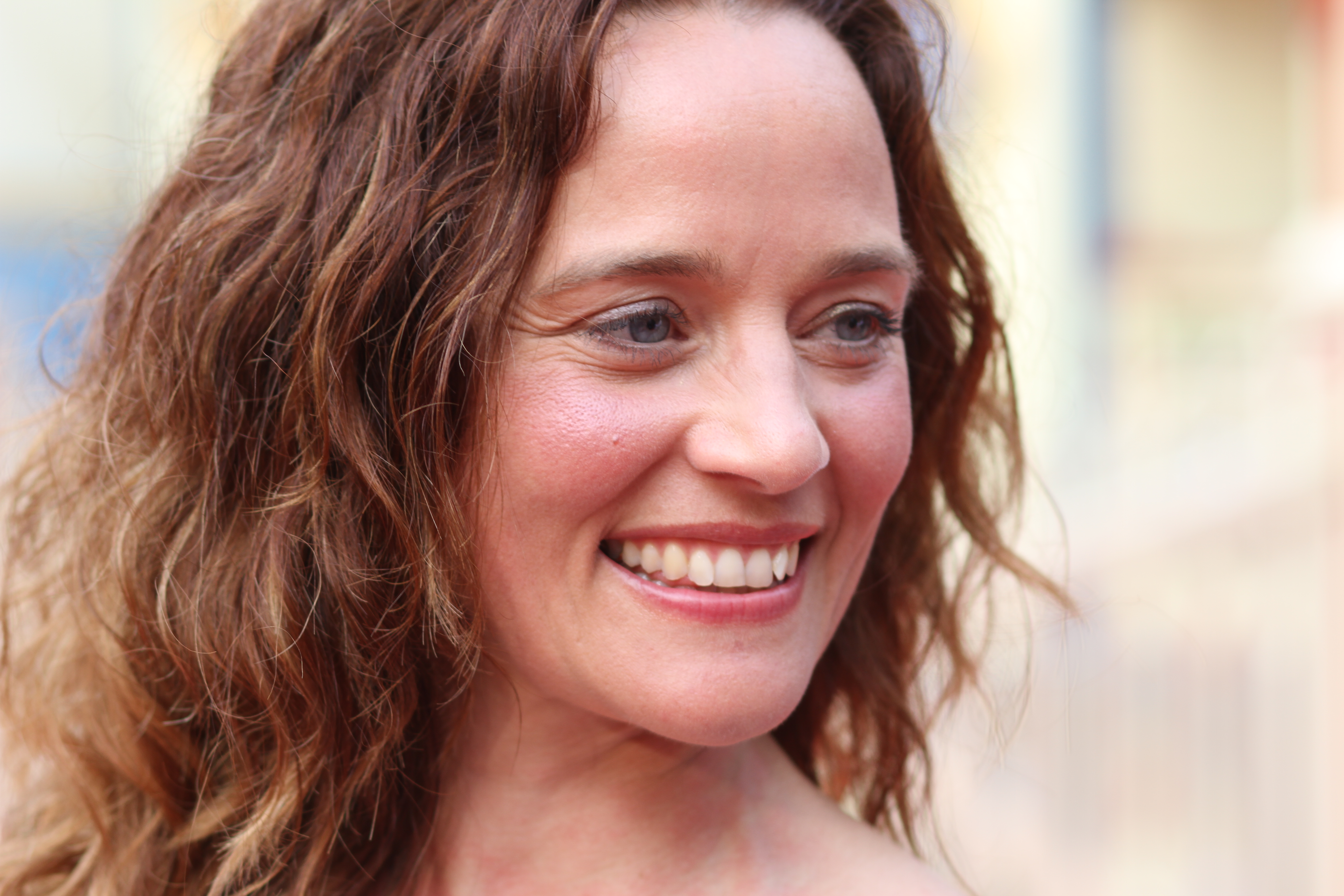
Kate Kitchenham (2017)

Kate Kitchenham (Kate Emily Kitchenham-Ode, * 2. Juni 1974 in Hamburg) ist eine deutsche Fachjournalistin und Moderatorin.

## Leben
Nach dem Abitur absolvierte Kitchenham ein Studium der Verhaltensbiologie, anschließend studierte sie Kulturanthropologie und Zoologie in Hamburg. Das Studium schloss sie mit der Magisterarbeit zum Thema Lebensbegleiter Hund - Motive zur Hundehaltung in der Stadt ab. Während des Studiums arbeitete sie in einem Tierheim und als freiberufliche Journalistin.
Seit 2021 betreibt Kitchenham den Podcast Vier Pfoten, zwei Beine & 1000 Fragen.

## Fernsehen

### Moderation (Auswahl)
- 2014–2017: Der Haustier-Check (ZDF)
- 2017: Tierisch britisch! (ZDF)
- 2019–2020: Kleine Hunde - großes Chaos / Einsatz für die Welpenprofis (Sat.1 Gold)[3]
- 2019: Wunder auf vier Pfoten. Einfach Wau (Sat.1 Gold)
- seit 2019: Tierisch beste Freunde! (VOX)
- seit 2021: HundKatzeMaus (VOX)

### Als Gast (Auswahl)
- 2017: NDR Talk Show (NDR)
- 2017: DAS! (NDR)
- 2017: Tietjen talkt (NDR)
- 2017: Live im Norden - Lüneburg (NDR)
- 2018: NDR WissensCheck: Katze oder Hund? (NDR)
- 2018: Tiere total - von Grzimek bis zum Katzenvideo (WDR)
- 2018: Volle Kanne (ZDF)
- 2020: Guten Morgen Deutschland (RTL)
- 2020: ZDF-Fernsehgarten (ZDF)

## Werke
- Lebensbegleiter Hund. Motive zur Hundehaltung in der Stadt., Hamburg 2003, OCLC 552965391 (Magisterarbeit, Universität Hamburg 2003, 99 Seiten).
- Hundehaltung in der Stadt. Müller Rüschlikon, Stuttgart 2006, ISBN 3-275-01560-5.
- Alles über Hunde. Müller Rüschlikon, Zug 2007, ISBN 3-275-01597-4.
- mit Udo Gansloßer: Forschung trifft Hund. Kosmos, Stuttgart 2012, ISBN 978-3-440-13006-3.
- mit Fotos von Heinrich Orth: Hundeglück. Kosmos, Stuttgart 2013, ISBN 978-3-440-13484-9
- Wissen Hunde, dass sie Hunde sind? Kosmos, Stuttgart 2014, ISBN 978-3-440-13951-6.
- mit Udo Gansloßer: Beziehung – Erziehung – Bindung. Kosmos, Stuttgart 2015, ISBN 978-3-440-14572-2.
- Spielekiste für Hunde. Kosmos, Stuttgart 2015, ISBN 978-3-440-14681-1.
- Hunde. Kosmos, Stuttgart 2019, 184 Seiten, 150 Farbfotos, ISBN 978-3-440-15989-7.
- mit Udo Gansloßer: Hunde Forschung Aktuell: Anatomie, Ökologie, Verhalten. Kosmos, Stuttgart 2019, 432 Seiten, 249 Farbfotos, 21 Farbzeichnungen, ISBN 978-3-440-50602-8.
- Streuner-Hunde: von Moskaus U-Bahn-Hunden bis Indiens Underdogs. Kosmos, Stuttgart 2020, 272 Seiten, 200 Farbfotos, ISBN 978-3-440-16003-9.
- Tierisch beste Freunde – Liebe kennt keine Grenzen. Knaur HC, 1. Auflage 2021, 288 Seiten, ISBN 978-3-426-21487-9.
- Die 10 Kompetenzen für Hunde - Bindung, Intelligenz und Gelassenheit fördern. Kosmos, 2023, ISBN 978-3-440-17513-2.